# George Coventry (3e baron Coventry)
Pour les articles homonymes, voir George Coventry.
George Coventry, 3e baron Coventry (1628 - 15 décembre 1680) est un noble anglais, le fils aîné de Thomas Coventry (2e baron Coventry) et Mary Craven.
Le 18 juillet 1653, il épouse Lady Margaret Tufton, fille de John Tufton (2e comte de Thanet), par qui il a deux enfants: 
- John Coventry, 4e baron Coventry (1654-1687)
- Margaret Coventry (14 juin 1657 - 7 février 1682), qui épouse Charles Paulet (2e duc de Bolton)